# Zambia railways

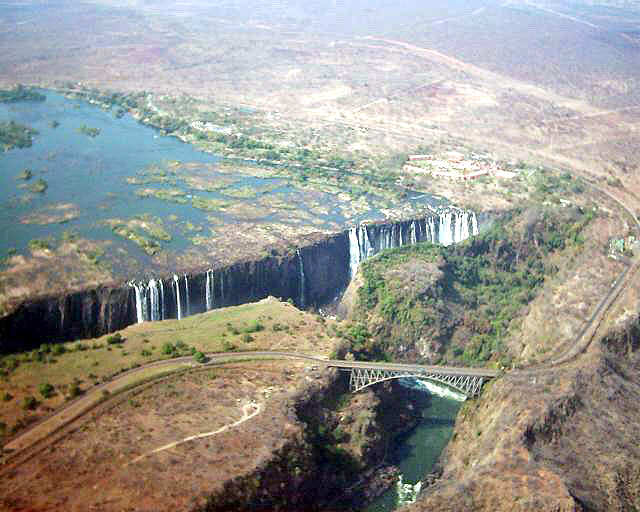
Le pont de chemin de fer entre la Zambie et le Zimbabwe au niveau des chutes Victoria.

Zambia Railways Limited (ZRL) est l'une des deux principales compagnies de chemin de fer en Zambie. L'autre compagnie est la Tanzania-Zambia Railway Authority (TAZARA) qui s'interconnecte avec la ZRL à Kapiri Mposhi, et permet une liaison avec Dar es Salaam.
Le réseau Cape ZR à écartement de 1 067 mm (3 pi 6 po) a été construit pendant la domination coloniale britannique dans le cadre de la vision du chemin de fer Cap-Caire, mais l'impulsion économique était d'accéder aux mines d'Afrique centrale. Le chemin de fer a commencé dans le cadre de Rhodesia Railways , la société qui exploitait les chemins de fer de Rhodésie du Nord et de Rhodésie du Sud en tant qu'opération intégrée, qui était l'un des plus grands employeurs et entreprises des deux pays. Le chemin de fer est arrivé dans la future Zambie au début de 1905 lorsque la ligne Livingstone-Kalomo de 150 km a été construite avant l'achèvement en septembre de la même année du pont des chutes Victoria entre la Rhodésie du Sud et Livingstone . Les premiers wagons de la ligne étaient transportés par des bœufs, puis une seule locomotive était transportée en morceaux par téléphérique à travers la gorge où le pont était en construction pour démarrer les opérations vers Kalomo avant la connexion de la ligne principale. 

## Réseau

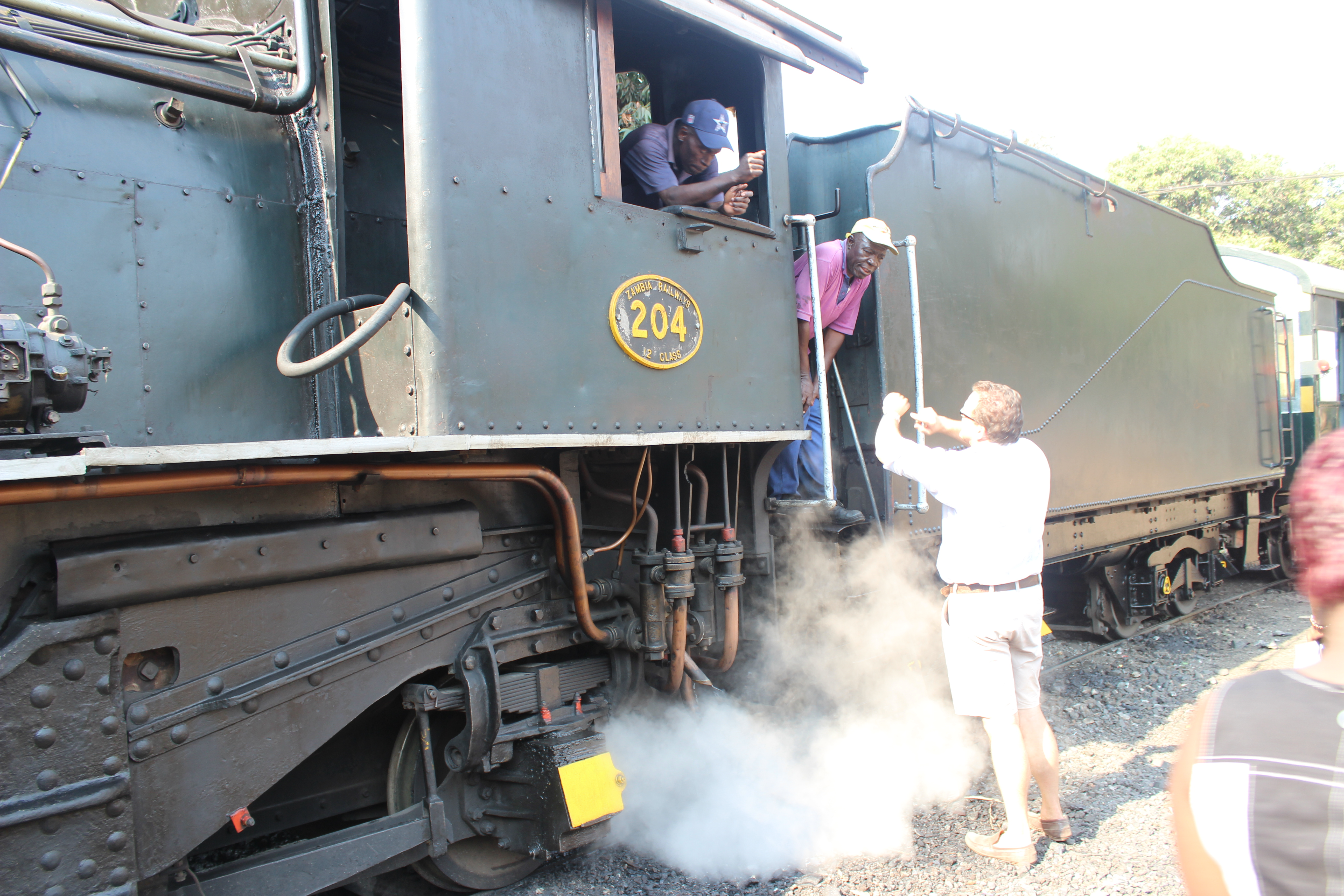
Liaison entre la Zambie et le Zimbabwe.

La ZRL relie les mines du Copperbelt et du Katanga en République démocratique du Congo avec Kapiri Mposhi et la connexion avec la TAZARA, la capitale Lusaka, et par les  chutes Victoria les chemins de fer du Zimbabwe. 
Par le Zimbabwe peuvent être atteints les ports du Mozambique (Beira, Maputo) et l'Afrique du Sud.
Le réseau fut essentiellement construit sous la domination britannique, et envisagé en tant que tronçon du chemin de fer Le Cap-Le Caire, et pour l'exploitation des gisements minier de l'Afrique centrale. La liaison avec le chemin de fer du Benguela n'est actuellement pas opérationnelle (si ce n'est par Lubumbashi). La ZRL compte un réseau de 846 kilomètres de lignes de chemin de fer principales (généralement à voie unique), et 427 kilomètres de lignes annexes.  